# Myrmecozelinae
Myrmecozelinae es una subfamilia de   lepidópteros glosados del clado Ditrysia perteneciente a la familia Tineidae.

## Géneros
- Analytarcha
- Anemallota
- Aphimallota
- Ateliotum
- Cephimallota
- Cephitinea
- Cinnerethica
- Coryptilum
- Epicnaptis
- Euagophleps
- Exoplisis
- Gaphara
- Gerontha
- Hyperarctis
- Hypophrictis
- Hypophrictoides
- Ippa
- Ischnuridia
- Janseana
- Latypica
- Liopycnas
- Machaeropteris
- Mesopherna
- Metapherna
- Mimoscopa
- Moerarchis
- Myrmecozela
- Nyctocyrmata
- Pachyarthra
- Pachypsaltis
- Pararhodobates
- Phaulogenes
- Phthoropoea
- Platysceptra
- Propachyarthra
- Prosplocamis
- Rhodobates
- Sarocrania
- Scalmatica
- Syncalipsis
- Timaea
- Tracheloteina